# Rubus bohemiicola
Rubus bohemiicola är en rosväxtart som beskrevs av Josef Holub, Amp; Palek och J. Holub. Rubus bohemiicola ingår i släktet rubusar, och familjen rosväxter. Inga underarter finns listade i Catalogue of Life.